# The Gust of
The Gust of je prvi kompilacijski album sastava Gustafi, objavljen 2004.
Album je objavljen pod izdvačkom kućom Dancing Bear. Na njemu se, umjesto hitova i čestih koncertnih pjesama, nalaze one manje poznate. Uz novu pjesmu "Naša san je", jedna je s albuma V, tri s Tutofato, dvije sa Zarad tebe, četiri sa Sentimiento muto, te dvije s albuma Vraćamo se odmah i Na minimumu.

## Popis pjesama
Tekstovi i glazba: Edi Maružin/Gustafi. 
| Br. | Skladba                     | album            | Trajanje |
| --- | --------------------------- | ---------------- | -------- |
| 1.  | »Naša san je«               | nova pjesma      |          |
| 2.  | »Žrtve plesa«               | V                |          |
| 3.  | »Minja«                     | Tutofato         |          |
| 4.  | »Aj, tornaj«                | Tutofato         |          |
| 5.  | »Ti mi mala previše pensaš« | Zarad tebe       |          |
| 6.  | »Zarad tebe«                | Zarad tebe       |          |
| 7.  | »Ja san kralj«              | Sentimiento muto |          |
| 8.  | »Trolio«                    | Sentimiento muto |          |
| 9.  | »Neka te bura«              | Sentimiento muto |          |
| 10. | »Kad buden ima«             | Sentimiento muto |          |
| 11. | »Rokenrolić«                | Vraćamo se odmah |          |
| 12. | »Ma san koma«               | Vraćamo se odmah |          |
| 13. | »Romeo«                     | Na minimumu      |          |
| 14. | »Ti si mi se falila«        | Tutofato         |          |
| 15. | »Namisto«                   | Na minimumu      |          |